# 搜狗五笔输入法
搜狗五笔输入法是由搜狗开发的五笔输入法，特点包括支持五笔拼音混合输入、词库同步、兼容搜狗拼音的皮肤等。首个版本是2008年8月28日推出的1.0版，目前最新的版本是2020年9月1日推出的3.2版。搜狗五笔与QQ五笔输入法、极点五笔等同为中国大陆主流的五笔输入法。